# Rừng Quốc gia Kisatchie
Rừng quốc gia Kisatchie là rừng quốc gia duy nhất ở Louisiana, Hoa Kỳ, nằm trong các đồi thông cây rừng và đáy gỗ cứng của bảy giáo xứ miền Trung và miền Bắc. Đây là một phần của vùng cao kainozoi (một số loại đá lâu đời nhất của Louisiana) và có diện tích rừng thông lá dài (một loại rừng đã giảm đáng kể trong thế kỷ trước). Đây là một trong những cảnh quan thiên nhiên lớn nhất ở Louisiana với diện tích đất công cộng khoảng 604.000 mẫu Anh (2.440 km²), trong đó hơn một nửa là cây thông lá dài và thảm thực vật rừng khô, hỗ trợ nhiều loài thực vật và động vật quý hiếm. Ngoài ra còn có các sinh cảnh hiếm gặp như sườn đồi lõm và các bãi cỏ vôi. Rừng cũng chứa và cung cấp vùng đệm cho vùng hoang dã Kisatchie Hills, vùng đất hoang dã được quốc gia chỉ định góp phần bảo vệ đa dạng sinh học vùng đồng bằng ven biển của Hoa Kỳ.
Rừng đã được chỉ định vào năm 1930 trong thời gian quản trị của Tổng thống Hoa Kỳ Herbert Hoover, dựa trên nỗ lực của Cục Lâm nghiệp Louisiana và nhà thực vật học và nhà bảo tồn Caroline Dormon của giáo xứ Natchitoches.
Rừng quốc gia Kisatchie đóng một vai trò quan trọng trong việc bảo vệ các ví dụ đại diện cho cảnh quan của miền bắc Louisiana, đặc biệt là những vùng nằm trong vùng sinh thái đồng bằng Nam Trung bộ. Rừng bảo vệ sinh cảnh cho một loạt các loài thực vật bao gồm hoa phong lan hoang dã và thực vật ăn thịt. Hai ví dụ bao gồm nhà máy nho nhạt và hoa phong lan hồng. Các nhà sinh vật học đã tìm thấy 155 loài sinh sản hoặc thối rữa chim, 48 loài thú, 56 loài bò sát và 30 loài lưỡng cư. Động vật quý hiếm bao gồm rắn thông Louisiana, chim gõ kiến đỏ, con gấu đen Louisiana và trai trai Ngọc trai Louisiana.
Rừng cũng cung cấp các hoạt động vui chơi giải trí bao gồm: xem chim, nhiếp ảnh, đi du thuyền ba chọi, chèo thuyền, đi xe địa hình, chèo thuyền, cắm trại, đi xe đạp, câu cá, đi bộ đường dài, cưỡi ngựa, săn bắn, đi xe đạp leo núi, picnic và bơi lội. Rừng có hơn 40 địa điểm giải trí phát triển và hơn 100 dặm (160 km) đường mòn để đi bộ, xe đạp leo núi và cưỡi ngựa.
Rừng quốc gia Kisatchie có hai khu vực không đường lớn: Cunningham Brake và Saline Bayou. Cunningham Brake là một đầm lầy nấm kẹo cao su xi măng lớn cũng bảo vệ dòng chảy ở Kisatchie Bayou. Saline Bayou có rừng kết hợp với các sinh cảnh phù sa, từ thông lá ngắn đến kẹo cao su tupelo. Các con đường gây ra thiệt hại đáng kể cho rừng, thảo nguyên, suối và vùng đất ngập nước. Các con đường đặc biệt có hại cho quần thể động vật lưỡng cư và bò sát di cư đến hồ nước mùa xuân. Một khu vực không gian lớn thứ ba, vùng Kisatchie Hills, được bảo vệ dưới một tên gọi khác, như Khu Vực Hoang Quốc gia. Thông tin thêm về những lĩnh vực quan trọng này có thể tìm thấy trong một trong những tài liệu lập kế hoạch quan trọng nhất cho Kisatchie, Báo cáo Tác động Môi trường Cuối cùng do Cục Lâm nghiệp chuẩn bị vào năm 1999. 